# 23327 Luchernandez
23327 Luchernandez là tiểu hành tinh vành đai chính được phát hiện ngày 20 tháng 1 năm 2001. Chu kỳ dịch chuyển là 4.933 giờ được xác định ở Đài Quan Sát Modra năm 2008; tuy nhiên, chu kỳ 5.49 giờ cũng khớp với dữ liệu. Thiên thạch được đặt theo tên của Lucero Hernandez, người đạt giải nhì năm 2007 Giải thưởng Khoa học và Kỹ thuật Intel dành cho dự án khoa học máy tính.